# Karl Friedrich von Frank

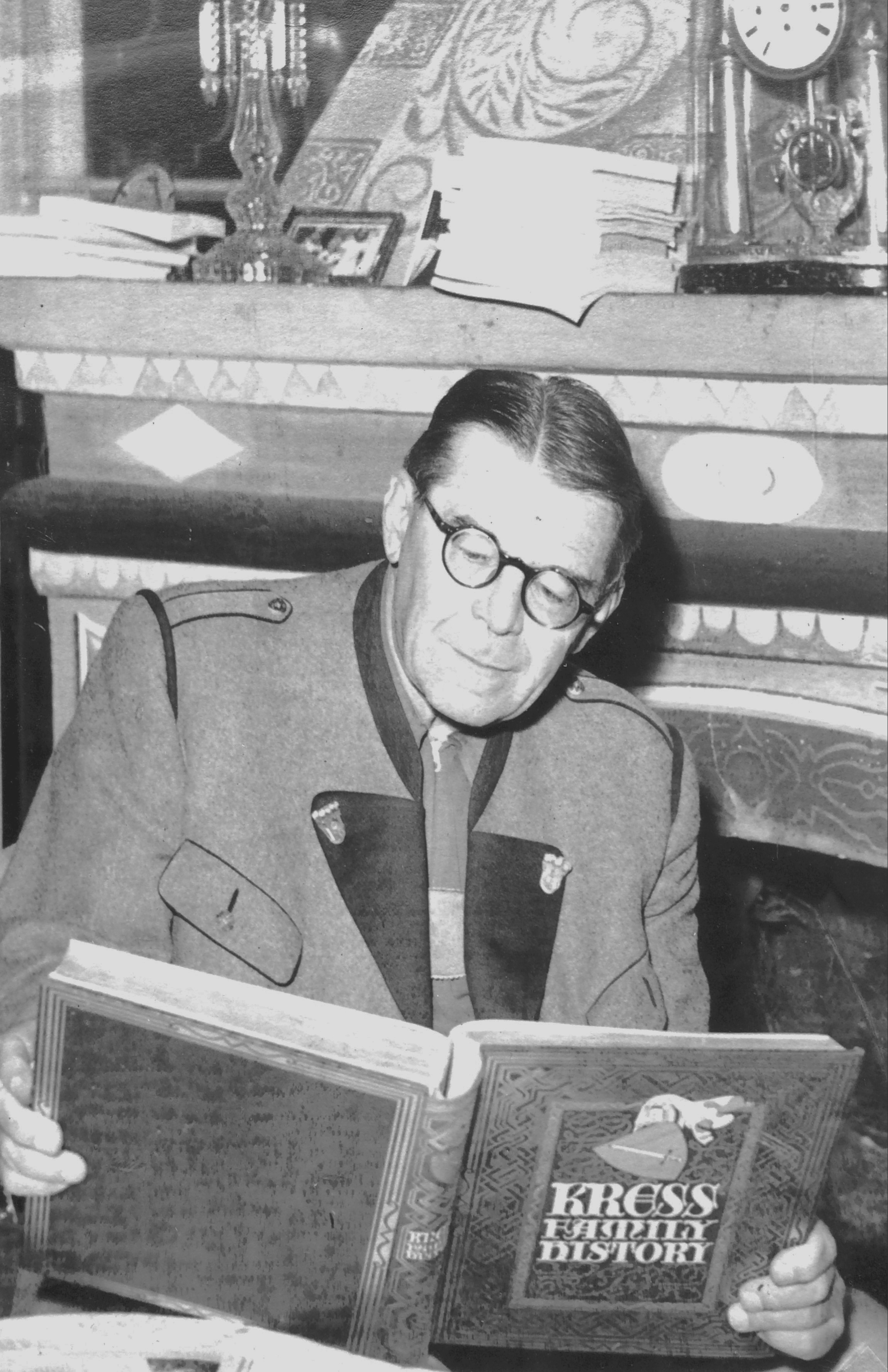
Karl Friedrich von Frank

Karl Friedrich von Frank (* 28. Juli 1894 in Wien; † 18. Juli 1975 in Ferschnitz; auch: Karl Friedrich von Frank zu Döfering) war ein österreichischer Privatgelehrter auf den Gebieten der Geschichte, Genealogie und Heraldik sowie Gutsbesitzer.

## Herkunft
Karl Friedrich von Frank wurde am 28. Juli 1894 in Wien-Landstraße (3. Bezirk) als Sohn des Carl von Frank und der Louise Valentin geboren. Väterlicherseits stammt er von einer Familie von Freisassen ab, die seit dem 16. Jahrhundert rund um den Nonsberg in Trient ansässig war. Mit Joannes de Franchis dictus Rizzot, Vater des Antonius de Franchis, geb. 1643, beginnt die sichere Stammfolge.
Mit Jakob Frank, Seidenfärber, Sohn des Adam Frank aus Cloz im Trient, und der Catharina Angeli erscheint dieser Zweig der Familie 1799 erstmals in Wien. Deren Sohn Joseph begründete ab den 1830er-Jahren eine eigene Seidenerzeugung in Wien-Gumpendorf (6. Bezirk) und war der Urgroßvater des Karl Friedrich von Frank.
Die Mutter Franks, Louise Antonia Valentin, stammte aus Haida (tschechisch Nový Bor) in Nordböhmen, wo ihr Vater, Friedrich „Fritz“ Nikolaus Valentin (* 23. Juli 1832, Frankfurt a. M.; † 31. Januar 1912, Haida) das Glasunternehmen F. Valentin und Söhne begründete. 1910 zog sich dieser nach 63-jähriger Tätigkeit aus dem Unternehmen zurück und überließ die Geschäftsführung seinem Sohn Karl Valentin sowie Carl von Frank, dem Vater von Karl Friedrich von Frank.
Noch kurz vor seinem Tod ließ Frank das von seinen Vorfahren überlieferte Wappen aus einem Trienter Bruderschaftsbuch des 16. Jahrhunderts in die Deutsche Wappenrolle des Deutschen Herolds eintragen.

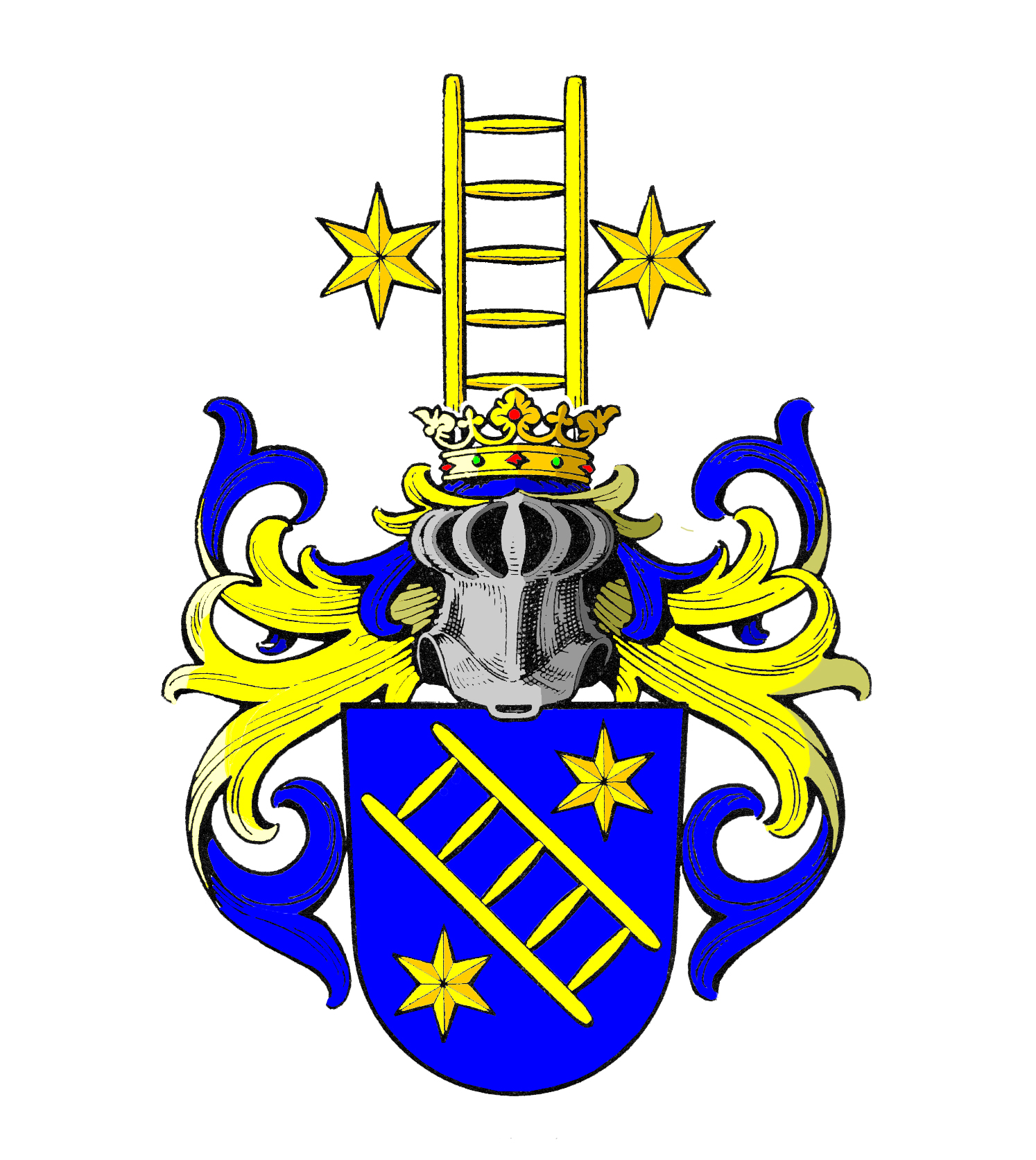
Wappen der Familie von Frank aus Cloz in Trient, Südtirol. (Deutsche Wappenrolle Nr. 6839/1974)

## Leben
Die Familie von Frank übersiedelte 1898 nach Haida in Nordböhmen, wo der Vater Carl in den Betrieb seines Schwiegervaters eintrat. Karl Friedrich absolvierte die Volksschule in Haida und maturierte am Gymnasium in Tetschen a. d. Elbe.
Im Ersten Weltkrieg diente Frank als Oberleutnant im k. k. Feldartillerie-Regiment 6 und wurde 1918 zum Hauptmann befördert. Bei Kriegsende befand er sich in Ausbildung zum Feldpiloten. Nach dem Ersten Weltkrieg war er als Bankangestellter tätig und heiratete in Wien am 14. August 1920 seine entfernte Verwandte Nora Hetzer (* 18. Juli 1896 Purkersdorf b. Wien) aus einer bekannten Familie der österreichischen Textilindustrie.
Bereits ab den 1920er-Jahren war er auch als Genealoge und Heraldiker tätig und konnte sich durch seine rege Auftragsforschung einen internationalen Namen als Fachmann machen. Die Einkünfte aus dieser Tätigkeit sowie die Auszahlung seines elterlichen Erbes erlaubten ihm 1932 den Kauf von Schloss Senftenegg in Niederösterreich, das noch heute im Besitz der Familie ist und die reichhaltige Fachbibliothek sowie seine Sammlungen enthält.
In zweiter Ehe heiratete Karl Friedrich von Frank am 26. September 1938 Margarethe Maria Vojta. Aus dieser Ehe stammen die Kinder Uta, Karl und Luise.
Zu Beginn des Zweiten Weltkriegs wurde Karl Friedrich von Frank als über 40-Jähriger erneut zum Militärdienst als Major der Reserve in die deutsche Luftwaffe einberufen, wo er in der Administration eingesetzt war.
Nach dem Zweiten Weltkrieg widmete er sich ausschließlich der Genealogie und Heraldik, den vielen Anfragen und seinen Publikationen sowie seinem Besitz. Am 18. Juli 1975 verstarb er zehn Tage vor seinem 81. Geburtstag auf Schloss Senftenegg bei Ferschnitz in Niederösterreich, wo er auch in der Kapelle beigesetzt wurde.

## Leistungen
Über Jahrzehnte hinweg war Frank in zahlreichen historischen, speziell genealogischen und heraldischen Fachvereinen in Europa und den USA Mitglied.
Frühen Ruhm als Historiker erwarb er sich knapp 34-jährig mit der Publikation des „Alt-Österreichischen Adelslexikons 1825–1918“ im Jahr 1928, das allgemein hervorragend rezensiert wurde. Es enthält in Regestenform die Adelsakten des österreichischen Kaiserreichs ab 1825 und verstand sich als Fortsetzung des bekannten zweibändigen Adelslexikons von Johann Georg Megerle von Mühlfeld aus den Jahren 1822 bis 1824, das allerdings weder vollständig noch fehlerfrei war. Franks Werk weist im Gegensatz zu Megerles trotz seiner knappen Form einen weit höheren Informationsgrad auf. Als Quelle verwendete er ausschließlich die Adelsakten, die im Adelsarchiv des Österreichischen Staatsarchivs vorhanden waren bzw. sind. In Regestenform fasste er die wichtigsten Daten der Nobilitierung – Adelsgrad, Beruf der nobilitierten Person, die der Nobilitierung unmittelbar vorausgehenden Ordensverleihungen sowie das Datum der Verleihung bzw. Allerhöchsten Entschließung zusammen. Das Datum der Diplomausfertigung findet sich nur selten in den Adelsakten, wurde aber, soweit vorhanden, von Frank in die Regesten aufgenommen. Insgesamt erfasste er auf diese Weise 10.745 Nobilitierungen aus der Zeit des österreichischen Kaiserreichs für die nicht-ungarische Reichshälfte. Als Beweggrund für dieses Werk gibt Frank im Vorwort an, dass er unter dem Eindruck des Wiener Justizpalastbrandes 1927, der viele Aktenbestände beschädigte und zerstörte, die in den Adelsakten enthaltenen Informationen zumindest in dieser verknappten Form vor einem ähnlichen Schicksal bewahren wollte. Eine Neuauflage, ergänzt mit Beiträgen zum Adelsrecht und zur Heraldik, erlebte das schon lange vergriffene Altösterreichische Adelslexikon unter demselben Titel 1989 durch Franks Enkel, Peter Frank zu Döfering, geb. Auer.
Bekannt wurde Frank auch durch die von ihm erstellte Ahnenreihe Adolf Hitlers. Bereits 1932 veröffentlichte er im Monatsblatt der Heraldisch-Genealogischen Gesellschaft „Adler“ eine kurze Liste. Im Auftrag von Hitlers Sekretär Martin Bormann arbeitete er diese Tafel akribisch weiter aus, die schließlich 1933 im Reihenwerk „Ahnentafeln berühmter Deutscher“ unter dem Titel „Die Ahnentafel des Reichskanzlers Adolf Hitler“ veröffentlicht wurde. Hintergrund der Beauftragung waren wohl Gerüchte über angebliche jüdische Vorfahren Hitlers, die durch dieses weit verbreitete Werk zerstreut werden sollten.
Mit wenigen kleineren Ergänzungen wurde diese Arbeit 1937 in derselben Serie nun als „Ahnentafel des Führers Adolf Hitler“ von Hofrat Rudolf Koppensteiner nochmals herausgegeben, offensichtlich mit der Intention, seine Verwandtschaft mit Hitler in den Vordergrund zu stellen. Bis heute wird von Historikern und Publizisten gerne auf Franks Werk bzw. die Neuauflage von 1937 zurückgegriffen; der ursprüngliche Autor bleibt allerdings meist unerwähnt.
In den 1930er-Jahren entstand die umfangreiche Chronik der Familie Kreß von Kressenstein, deren Herausgabe der US-amerikanische Geschäftsmann und Kunstmäzen Samuel H. Kress unterstützte und die sowohl in englischer (1930) als auch in deutscher Sprache (1936) erschien.
Franks bekannteste Arbeit ist das ab 1967 erschienene fünfbändige Werk „Standeserhebungen und Gnadenakte für das Heilige Römische Reich deutscher Nation und die österreichischen Erblande“. Es folgt in seinem Aufbau dem Alt-Österreichischen Adelslexikon, wertet aber nun zusätzlich die im Österreichischen Staatsarchiv befindlichen Reichsadelsakten, Wappen- und Salbücher etc. aus. Das Werk ist vor allem deshalb so bekannt, weil es nicht nur die Gebiete der österreichischen Erblande abdeckt, sondern alle zum Deutschen Reich gehörenden Länder, wie z. B. Böhmen und Mähren, Burgund, das Elsass, Teile des heutigen Italien, aber auch die Schweiz betrifft.
Mit seinen „Senftenegger Monatsblättern“, die er noch kurz vor seinem Tod weiterführen wollte, lieferte er ein Spätwerk zur Genealogie ab, das selbst von Kritikern Franks aufgrund seiner facettenreichen und sehr detaillierten Beiträge anerkannt war. Besonders erwähnenswert sind zum Beispiel die Fortsetzungen zu den im Monatsblatt der Heraldischen Gesellschaft „Adler“ zu Wien begonnenen Publikation der „Haanschen Regesten“, einer in Regestenform erschienenen Abschrift von Testamenten des niederösterreichischen Adels. Die „Senftenegger Monatsblätter“ wurden zwar von Karl Friedrich von Frank herausgegeben, allerdings gelang es ihm, auch einige weitere namhafte Genealogen und Historiker als Autoren und Bearbeiter zu gewinnen.

## Publikationen

### Selbstständige Werke
- Altösterreichisches Adels-Lexikon, I. Band 1825–1918 (mehr nicht erschienen), Selbstverlag des Verfassers, Wien VIII., Piaristengasse 26, Wien, 1928.
- Kress Family History (unter Mitarbeit v. Georg Kress v. Kressenstein u. Charles Rhoads Roberts), Selbstverlag Schloss Senftenegg, 1930.
- Die Kressen: eine Familiengeschichte (unter Mitarbeit v. Georg Kress v. Kressenstein), Selbstverlag Schloss Senftenegg, 1936.
- Pyhrafeld – Eine ortsgeschichtliche Studie, hrsg. v. d. d. Gemeinde Pyhrafeld, o. J. (ca. 1950).
- Senftenegger Monatsblatt für Genealogie und Heraldik, 6 Bände (I. – VI.) u. Registerband, Selbstverlag Schloss Senftenegg, A-3325, Österreich.
  - I. Bd., 12 Hefte, März 1951–Mai 1953.
  - II. Bd., 12 Hefte, Juli 1953–März 1955.
  - III. Bd., 12 in 7 Heften, Mai 1955–Mai/Juni 1956.
  - IV. Bd., 12 in 10 Heften, November 1956–Mai/Juni 1959.
  - V. Bd., 12 in 6 Heften, Januar 1960–Juli/August/September 1965.
  - VI. Bd. Mai/Juni, 6 in 3 Heften, Mai/Juni 1966–Mai/Juni 1969.
  - Register der Orts- und Personennamen in den Bänden I.–V., Mai 1968 (nur von A-Grumm. erschienen.)
- Standeserhebungen und Gnadenakte für das Deutsche Reich und die Österreichischen Erblande bis 1806 sowie kaiserlich österreichische bis 1823 mit einigen Nachträgen zum „Alt-Österreichischen Adels-Lexikon“ 1823–1918, 5 Bde., 1967–1974; Selbstverlag Schloss Senftenegg, A-3325, Österreich.

### Beiträge (Auswahl)
- Aschenbrödel Heraldik. In: Monatsblatt der kais. kön. Heraldischen Gesellschaft „Adler“, Jg. 1913, S. 224–225.
- Berichtigung [Brenner]. In: Monatsblatt der Heraldischen Gesellschaft „Adler“, Jg. 1927, S. 38.
- Über österreichische Exulanten in Bayern. In: Monatsblatt der Heraldischen Gesellschaft „Adler“, Jg. 1929, S. 546f.
- Gelegenheitsfunde; Kirchenbücher Steinau an der Straße (Nessen-Nassau). In: Monatsblatt der Heraldischen Gesellschaft „Adler“, Jg. 1930, S. 761.
- Adolf Hitlers Ahnentafel. In: Monatsblatt der Heraldisch-Genealogischen Gesellschaft „Adler“, Jg. 1932, S. 146–149.
- Ahnentafel des Reichskanzlers Adolf Hitler. In: Ahnentafeln berühmter Deutscher, Bd. III, Leipzig, 1933, Hrsg. v. d. Zentralstelle für Deutsche Personen- und Familiengeschichte e. V.
- Der wirklich letzte Sickingen. In: Familiengeschichtliche Blätter (Hrsg.: Zentralstelle für Deutsche Personen- und Familiengeschichte Leipzig); Jg. 1936, S. 380.
- Das Personal der Gesandtschaften am kaiserlichen Hofe in Wien in der zweiten Hälfte des 18. Jahrhunderts. In: Der Herold für Geschlechter-, Wappen- und Siegelkunde, Neue Folge der Vierteljahresschrift des Herold (Hrsg.: Der „Herold“ zu Berlin); Jg. 1943, S. 185.
- Das Stammbuch des Viktor von Altenau. In: Adler Zeitschrift für Genealogie und Heraldik; 1949, S. 203.
- [mit Kock, Karl]: Nochmals Stammbuch Altenau. In: Adler Zeitschrift für Genealogie und Heraldik, 1949, S. 248f.
- Sind Hofpfalzgrafen kaiserliche Beamte? Einige Anmerkungen zu einer Schrift Heinz Reise`s. In: Zeitschrift für Familiengeschichtsforschung und Wappenwesen, Jg. 1949–40, S. 211.
- Suchecke: Antwort zu (41) betr. Motzfeld. In: Die Laterne – (Monatliches) Mitteilungsblatt (für Mitglieder und Freunde) der Westdeutschen Gesellschaft für Familienkunde e. V., Bonn.; Jg. 1954, S. 29.
- Suchecke: Antwort zu (48) betr. Eppich. In: Die Laterne – (Monatliches) Mitteilungsblatt (für Mitglieder und Freunde) der Westdeutschen Gesellschaft für Familienkunde e. V., Bonn.; Jg. 1954, S. 49.
- Suchanzeige zu Arnoldt, Winter. In: Pfälzische Familien- und Wappenkunde (Hrsg.: Arbeitsgemeinschaft für Pfälzische Familien- und Wappenkunde e. V.); Jg. 1954, S. 25.
- Ergänzung zur „Klarstellung zu Faber 37 C §1e“. In: Südwestdeutsche Blätter für Familien- und Wappenkunde (Hrsg.: Verein für Familien- und Wappenkunde in Württemberg und Baden e. V.), Jg. 1956, S. 47.
- Suchanzeige (zu: Glück). In: Hessische Familienkunde (Hrsg.: Arbeitsgemeinschaft der „Gesellschaft für Familienkunde in Kurhessen und Waldeck“, „Familienkundlichen Gesellschaft für Nassau und Frankfurt“, „Vereinigung für Familien- und Wappenkunde zu Fulda“, „Hessischen Familiengeschichtlichen Vereinigung Darmstadt“), Jg. 1959, S. 608.
- Aus drei oberbadischen Ahnentafeln: Nothstein *1748, Fürderer * um 1670, Stayert * 1759. In: Badische Familienkunde (Hrsg.: A. Köbele m. d. Ausschuss für Familienforschung beim Landesverband Badische Heimat), Jg. 1967, S. 125.
- Suchanzeige: Wolleben, Wollebius: Basel 1646. In: Saarländische Familienkunde, Jg. 1969, S. 156.
- Aus einem sudetendeutschen Tagebuche (Joh. Jos. Seydel 1741–99). In: Sudetendeutsche Familienforschung (Hrsg.: Sudetendeutsches Genealogisches Archiv), Jg. 1972, S. 185.